# Artimpaza bicolor
Artimpaza bicolor är en skalbaggsart som beskrevs av Francis Polkinghorne Pascoe 1885.
Artimpaza bicolor ingår i släktet Artimpaza och familjen långhorningar. Inga underarter finns listade i Catalogue of Life.